# Игнатенко, Алексей Юрьевич
Алексей Юрьевич Игнатенко (Пустой шаблон {{ВД-Преамбула}} ) — советский и российский хоккеист, вратарь.

## Биография
Воспитанник горьковского «Торпедо». Начинал играть в команде второй лиги «Кварц» Бор (1989/90 — 1991/92). С 1991 года в течение семи сезонов выступал за «Торпедо» и «Торпедо-2». В сезонах 2001/02 — 2002/03 играл за «Химволокно» Могилёв, серебряный и бронзовый призёр чемпионата Беларуси.